# Tetraberlinia bifoliolata
Tetraberlinia bifoliolata är en ärtväxtart som först beskrevs av Hermann August Theodor Harms, och fick sitt nu gällande namn av Lucien Leon Hauman. Tetraberlinia bifoliolata ingår i släktet Tetraberlinia och familjen ärtväxter. Inga underarter finns listade i Catalogue of Life.